# Distretto di Du Ab
Il distretto di Du Ab è un distretto dell'Afghanistan appartenente alla provincia del Nurestan.
È stato creato nel 2004, a seguito della soppressione del distretto del Nurestan con la contestuale istituzione del distretto di Nurgaram.